# Impact Is Imminent
Impact Is Imminent četvrti je studijski album američkog thrash metal-sastava Exodus. Prvi je njihov album kojeg je objavila diskografska kuća Capitol Records, 21. lipnja 1990. te ujedno i prvi s bubnjarom Johnom Tempestom. Također, bio je njihov posljednji studijski album s basistom Robom McKillopom, iako se još pojavio na koncertnom albumu, Good Friendly Violent Fun snimljenog 1989. no objavljenog tek 1991. godine. Impact Is Imminent ponovno je objavljen 2008. u pakiranju mini-albuma ograničenog izdanja koje je nalikovalo izvornom LP izdanju, uključujući i unutarnji omot. 
Gitarist Gary Holt izrazio je žaljenje zbog albuma tijekom snimanja albuma Exhibit B: The Human Condition iz 2010. rekavši da "Ako postoji jedan album koji bih mogao vratiti i ponovno snimiti, to bi bio Impact". Zatim je pohvalio album jer sadrži "neke od najboljih rifova koje je ikada napisao."
Holt je ponovio svoje mišljenje o albumu tijekom intervjua u travnju 2020. s Robbom Flynnom iz Machine Heada: "Ponovno slušam Impact Is Imminent, i ako postoji jedan album u mojoj karijeru, za koji želim... da mi se vrati nazad, kao da nikad nije bio objavljen, to je taj album, jer ima neke od najboljih rifova koje sam ikad napisao. Glavni riff pjesme "Impact Is Imminent" moj je najdraži riff koji sam ikad napisao. Ludo je, žica preskače, nitko nikada nije napravio takvo sranje."

## Turneja
Sastav je krenuo na turneju u sklopu promocije albuma u drugoj polovici 1990. Otvorili su je 21. lipnja 1990. sa sastavom Red Hot Chilli Peppers u Oaklandu. Exodus je bio dio dvije velike turneje: u kolovozu 1990. svirali su u SAD-u s Suicidal Tendenciesom i Panterom a tri mjeseca kasnije u Europi sa sastavima Flotsam and Jetsam, Vio-Lence i Forbidden. Exodus je završio turneju 28. prosinca 1990. u The Fillmoreu. Sastav je trebao krenuti na turneju Painkiller početkom 1991. s Judas Priestom i Annihilatorom no zamijenjeni su Panterom, jer im je diskografska kuća odbila platiti troškove putovanja.

## Popis pjesama
Tekstovi i glazba: Exodus. 
| 1.    | »Intro/Impact Is Imminent«        | 4:19 |
| 2.    | »A.W.O.L.«                        | 5:44 |
| 3.    | »The Lunatic Parade«              | 4:14 |
| 4.    | »Within the Walls of Chaos«       | 7:45 |
| 5.    | »Objection Overruled«             | 4:34 |
| 6.    | »Only Death Decides«              | 6:07 |
| 7.    | »Heads They Win (Tails You Lose)« | 7:43 |
| 8.    | »Changing of the Guard«           | 6:49 |
| 9.    | »Thrash Under Pressure«           | 2:39 |
| 49:54 |                                   |      |

## Recenzije
Impact Is Imminent dobio negativnu recenziju Eduarda Rivadavije iz AllMusica, koji nazvao ga je "najzaboravnijim albumom Exodusove karijere". Kanadski novinar Martin Popoff izjavio je da cijeni Exodusovu "privrženost starijem, izgubljenom speed metalu" i napisao da bi ga fanovi trebali ponovno preslušati.
Iako je objavljen pod velikom diskogrfaskom kućom, Impact Is Imminent nije bio jednako uspješan kao Fabulous Disaster i završio je na 147. mjestu ljestvice Billboard 200, što je najniža pozicija Exodusa na ljestvici do danas. Sve do albuma Blood In, Blood Out iz 2014., Impact Is Imminent bio je posljednji album Exodusa koji završio je na ljestvici Billboard 200.

## Zasluge
| Exodus - Steve "Zetro" Souza – vokal - Gary Holt – gitara, produkcija - Rick Hunolt – gitara, produkcija - Rob McKillop – bas-gitara - John Tempesta – bubnjevi | Ostalo osoblje - Stephen Marcussen – mastering - Csaba Petocz – snimanje - Tommy Steele – grafički dizajn - Jenny Raisler – fotografije - Stab Watts – grafički dizajn - John Bush – inženjer zvuka (dodatni) - Lewis Demetri – inženjer zvuka (dodatni) - Chris Fuhrman – inženjer zvuka (dodatni) - Andy Newell – inženjer zvuka (dodatni) - Jim McKee – inženjer zvuka (dodatni) - Marc Senasac – miks - Ulrich Wild – inženjer zvuka (asistent) - Steve Heinke – inženjer zvuka (asistent) |